# Bullobunus similis
Bullobunus similis is een hooiwagen uit de familie Sclerosomatidae. De wetenschappelijke naam van Bullobunus similis gaat terug op Roewer.